# Apopestes cantralasiae
Apopestes cantralasiae är en fjärilsart som beskrevs av W. Warren 1913. Apopestes cantralasiae ingår i släktet Apopestes och familjen nattflyn. Inga underarter finns listade i Catalogue of Life.